# Lulu Wilson

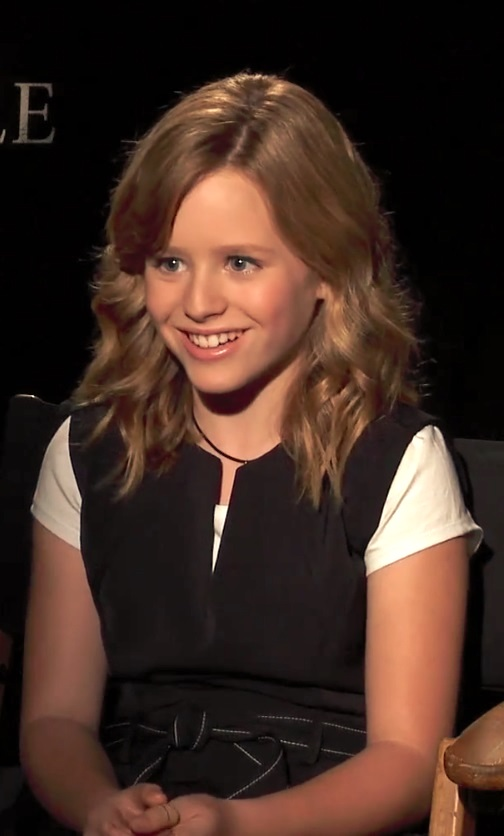
Wilson spricht bei einem Interview über Annabelle 2 (2017)

Lulu Wilson (* 7. Oktober 2005 in New York City, New York) ist eine US-amerikanische Schauspielerin.

## Leben
Lulu Wilson gab ihr Fernsehdebüt in einer Episode der US-Serie Louie. Ihr Kinofilmdebüt folgte im Jahr 2014 im Thriller Erlöse uns von dem Bösen an der Seite von Eric Bana als dessen Filmtochter Christina. Weiterhin spielte sie Mikayla in der Fernsehserie The Millers. Im Horrorfilm Ouija: Ursprung des Bösen von Regisseur Mike Flanagan aus dem Jahr 2016 spielte sie neben Elizabeth Reaser, Henry Thomas und Annalise Basso die Rolle der Doris Zander. Zudem ist sie in David F. Sandbergs Horrorfilm Annabelle 2, der im August 2017 in den deutschen Kinos anlief, neben Miranda Otto und Anthony LaPaglia als Linda zu sehen. Darüber hinaus ist Wilson in der unter anderem von Blumhouse Television produzierten HBO-Serie Sharp Objects als Marian Crellin, Camille Preakers verstorbene Halbschwester, zu sehen und wurde für die von Amblin Television und Paramount Television produzierte Netflix-Serie The Haunting of Hill House, basierend auf dem Roman von Shirley Jackson, besetzt. Weitere Film- und Fernsehrollen folgten. Sie übernahm die Hauptrolle in dem Thriller Becky (2020) und der Fortsetzung Becky 2 (2023)
Wilson lebt in New York und hat zwei ältere Schwestern.

## Filmografie (Auswahl)
- 2012: Louie (Fernsehserie, Episode 3x06)
- 2014: The Money (Fernsehfilm)
- 2014: Black Box (Fernsehserie, 3 Episoden)
- 2014: Erlöse uns von dem Bösen (Deliver Us from Evil)
- 2014–2015: The Millers (Fernsehserie, 23 Episoden)
- 2015: Her Composition
- 2016: Teachers (Fernsehserie, Episode 1x04)
- 2015–2016: Inside Amy Schumer (Fernsehserie, 3 Episoden)
- 2016: Ouija: Ursprung des Bösen (Ouija: Origin of Evil)
- 2017: Annabelle 2 (Annabelle: Creation)
- 2017: Ein Cop und ein Halber: Eine neue Rekrutin (Cop and a Half: New Recruit)
- 2018: Ready Player One
- 2018: Gone Are The Days
- 2018: Sharp Objects (Fernsehserie, 8 Episoden)
- 2018: Spuk in Hill House (The Haunting of Hill House, Fernsehserie, 10 Episoden)
- 2019: Wyrm
- 2020: Star Trek: Picard (Fernsehserie, Episode 1x07)
- 2020: 50 States of Fright (Fernsehserie, 2 Episoden)
- 2020: The Glorias
- 2020: Becky
- 2023: Der Untergang des Hauses Usher (The Fall of the House of Usher, Episode 1x01)
- 2023: Becky 2 (The Wrath of Becky)